# RIM-116 Rolling Airframe Missile
1. Preusmjeri Nacrt:RIM-116 Rolling Airframe Missile